# Javier Cohene
Javier Antonio Cohene Mereles, né le 3 mai 1987 à Pirayú au Paraguay, est un footballeur international palestinien d'origine paraguayenne. 
Il évolue actuellement au poste de défenseur avec le club du Atlético CP.

## Biographie

### Sélection
Javier Cohene Mereles est convoqué pour la première fois le 6 septembre 2014 contre Taïwan (victoire 7-3), où il marque son premier but en sélection. 
Au total, il compte une sélection et un but en équipe de Palestine depuis 2014.

## Palmarès
- Avec le SC Olhanense :
  - Champion du Portugal de D2 en 2009